# Синьокрак рибояд
Синьокракият рибояд (Sula nebouxii) е морска птица от семейство Рибоядови. Това са птици с неясно изразен полов диморфизъм.

### Описание
Както подсказва името, синьокракият рибояд има сини крака с ципи, които му помагат при плуване. Гушката и коремът му са с бяло оперение, а по главата и гърба има кафяви пера. Крилата са изцяло кафяви. Той е добър гмуркач. Храни се главно с риби и сепии. Има дълга и тънка човка, с която пробожда жертвата. Синьокракият рибояд е необичайно доверчив. Той не се бои от моряци, които достигат островите Галапагос. Синьокракият рибояд е първият вид, изследван широко от Чарлз Дарвин по време на пътуването му до Галапагоските острови. Има два признати подвида.

### Разпространение
Синьокракият рибояд е разпространен сред континенталните брегове на източната част на Тихия океан от Калифорния до Галапагоските острови и в Перу. Тази птица почти не обитава сушата. Единствената му необходима земя е тази, на която създава и отглежда потомство – по скалистите брегове на източната част на Тихия океан.

### Гнездо и гнездене
Синьокракият рибояд може да използва и защитава две или три места за гнездене, като гнездата представляват малки дупки във вулканични скали. Тези гнезда са части от големи колонии.

### Сини крака
Синият цвят на ципестите крака идва от каротеноидните пигменти, получени защото се хранят с прясна риба. Каротеноидите действат като антиоксиданти и стимуланти за имунната функция на синьокрия рибояд, което се предполага, че е индикатор за имунологичното състояние на индивида. Един индивид, който експериментално е бил лишен от храна в продължение на четиридесет и осем часа, преживява спад в яркостта на краката поради намаляване на количеството на липидите и липопротеините, които се използват за усвояване и транспорт на каротеноидите. По този начин стъпалата са бързи и добри показатели на настоящото ниво на хранене на синьокракия рибояд.